# Парнікоза Іван Юрійович
Іван Юрійович Парнікоза (* 23 червня 1981, Київ) — український біолог, природоохоронець та громадський діяч.
Доктор біологічних наук, співробітник відділу генетики клітинних популяцій Інституту молекулярної біології і генетики.  Завідувач відділу біології і екології Національного антарктичного центру МОН України. Учасник українських антарктичних експедицій. Заступник директора з охорони біорізноманіття та створення природно-заповідного фонду Київського еколого-культурного центру.
Асоційований член українського наукового клубу. У сферу його наукових інтересів входять: генетика, ботаніка, фізіологія та екологія.

## Молоді роки
Перша наукова робота була присвячена схованкам ссавців — норам, дуплам, гніздам та іншим типам укриттів, які використовують звірі. Після закінчення середньої школи навчався на біологічному факультеті Київського національного університету імені Тараса Шевченка, який закінчив у 2004 році.

## Наукова робота
Першою значною науковою працею стала робота І. Ю. Парнікоза, Д. М. Іноземцева Сучасний стан ценопопуляцій рідкісних рослин регіонального ландшафтного парку «Лиса гора» (м. Київ) // Укр. ботан. журн. Т. 62, № 5, 2005., С. 649—655 [Архівовано 18 вересня 2017 у Wayback Machine.], яка започаткувала низку наукових досліджень з моніторингу рідкісних рослин міста Києва, яка продовжується до цього часу. Наразі І.Парнікоза є вченим в галузі популяційної біології рідкісних рослин флори України та займається вивченням вужачкових папоротей. Автор низки публікацій в цій галузі [Архівовано 16 вересня 2017 у Wayback Machine.]. В 2017 р. показав новий для флори України вид вужачкових папоротей — гронянку просту (Botrychium simplex).
В рамках навчання в аспірантурі займався проблемами росту рослин в умовах культури. У 2009 році Іван Парнікоза успішно захистив дисертацію на тему: «Динаміка клітинних популяцій раувольфії зміїної за зміни умов вирощування in vitro» та отримав науковий ступінь кандидат біологічних наук. Науковим керівником Івана був Віктор Анатолійович Кунах. Дана робота завершила цикл робіт з вивчення механізмів взаємодії диференціації та де-диференціації в умовах культури тканин In vitro.
З 2005 р. Іван Парнікоза займається вивченням антарктичної рослинності. Автор низки наукових праць [Архівовано 16 вересня 2017 у Wayback Machine.] в цій галузі. Учасник сезонних загонів 18-ї (2014 р.), 20-ї (2016 р.), 21-ї (2017 р.), 22-ї (2018 р.),  24-ї (2019 р.), 25-ї (2020 р.) та 26-ї (2021 р.) Українських антарктичних експедицій. Автор гіпотези про доплейстоценове походження судинних рослин Антарктики. В 2017 р. показав існування чотирьох нових видів тихоходок для Морської Антарктики в рослинному матеріалі з гнізд домініканських мартинів. Три тихоходки буди названі на честь українського географа Степана Рудницького (Diphascon rudnickii sp. nov.) — автора однієї з перших праць про Антарктиду українською мовою, польського кінорежисера — популяризатора Антарктики Володимира Пухальського (Diphascon puchalskii sp. nov.) та на честь піонера заповідної справи в Європі, автора концепції заповідання Антарктики — Гуго Конвенца (Hypsibius conwentzii sp. nov.). Разом з турецькими вченими Halıcı M. G. та Güllü M. описав новий вид ліхенофільного гриба для о. Галіндез (Морська Антарктика) — Sagediopsis bayozturkii sp. nov.
У 2013 році став лауреатом премії Президента України для молодих вчених за роботу 2012 року «Біорізноманіття та адаптаційні механізми рослин і тварин до екстремальних умов довкілля».
У цьому ж році став стипендіатом програми Фулбрайта з дослідженням «Наземна рослинність як ключ до розуміння історії Антарктиди» під патронатом Лігайського університету, за яким працював у США. Зокрема вивчав біологію європейської орхідеї коручки чемерниковидної (Epipactis helleborine (L.) Crantz) в умовах Пенсильванії. Взяв участь в американсько-українській експедиції на Аляску.
В 2019 р. захистив докторську дисертацію на тему "Екологічні механізми адаптації щучника антарктичного (Deschampsia antarctica É. Desv.) за зміни кліматичних умов Антарктики" зі спеціальності 03.00.16 екологія. Науковий консультант член.-кор. НАН України, д.б.н., проф. Кунах В.А.
Іван Парнікоза є одним із авторів наукового сайту «Мислене древо», де він опублікував дві монографії, присвячені дніпровській заплаві та Лисій горі у Києві.
Парнікоза і. Ю. є автором 297-ми наукових та численних науково-популярних публікацій. Профіль на Google Scholar. [Архівовано 30 квітня 2021 у Wayback Machine.]

## Громадська робота
Іван Юрійович активно займається природоохоронною діяльністю, є учнем заслуженого природоохоронця України — Володимира Борейка. З 2004 р. він є координатором створення об'єктів природно-заповідного фонду та охорони біорізноманіття Київського еколого-культурного центру та одним з діячів дружин охорони природи. Завдяки його роботі створено більше 30-ти об'єктів природно-заповідного фонду України (такі як пам'ятки природи «Замкова гора», «Дніпровські схили» у Києві, численні дерева пам'ятки-природи та ін.). Іван Парнікоза належить до школи прихильників ідеї абсолютної заповідності та є одним з розробників підходів до застосування концепції пасивної охорони (заповідності) в Україні. Учасник міжнародних українсько-польських заповідних шкіл.

Зокрема, коментуючи сучасний екологічний стан в Україні, він зазначив:
|  | В умовах ринкових відносин та існування рудиментарних державних природоохоронних органів, що дісталися нам у спадок від радянської системи, сподіватися на ефективний екологічний контроль та збереження природного середовища з боку держави не доводиться. Змінити ситуацію може лише громадський рух, який спирається на постульовані вченими цілі. |

У 2015 році Іван опублікував природоохоронну статтю «Випробування кримської природи. Заповідники півострова у полоні РФ» у часописі Український тиждень.
З 2010 р. І. Парнікоза займається також вивченням та популяризацією історико-культурної спадщини українців за межами України: в Польщі, Німеччині, Аргентині. З цієї теми підготовлено низку електронних путівників, доступних на сайті «Хайвей».

### Доступні в мережі праці
- Київські острови та прибережні урочища на Дніпрі — погляд крізь віки. Монографія, присвячена дніпровській заплаві в Києві [Архівовано 16 вересня 2017 у Wayback Machine.]
- Лиса гора урочище в плині часу. Монографія урочища Лиса гора в м. Києві [Архівовано 16 вересня 2017 у Wayback Machine.]
- Науково-популярний цикл «Холм та Холмщина — подорож для українця» [Архівовано 16 вересня 2017 у Wayback Machine.]
- Науково-популярний цикл «Краків для українця» [Архівовано 27 липня 2018 у Wayback Machine.]
- Науково-популярний цикл «Познань і Великопольща: прогулянки для українця». [Архівовано 16 вересня 2017 у Wayback Machine.]
- Науково-популярний цикл «Мюнхен для українця» [Архівовано 20 вересня 2015 у Wayback Machine.]
- Науково-популярний цикл «Прогулянка Буенос-Айресом для українця» [Архівовано 17 вересня 2017 у Wayback Machine.]
- Науково-популярний цикл «Українська Антарктида» [Архівовано 16 вересня 2017 у Wayback Machine.]
- Цикл «Польські сліди Києва» [Архівовано 16 вересня 2017 у Wayback Machine.]
- Цикл «Гданськ для українця» [Архівовано 16 вересня 2017 у Wayback Machine.]
- Український Сімферополь: Наше місце в історії міста над Салгиром [Архівовано 6 травня 2018 у Wayback Machine.]
- Дорогичин — Данилова твердиня на Підляшші [Архівовано 3 листопада 2018 у Wayback Machine.]